# Лозинський Остап Тарасович

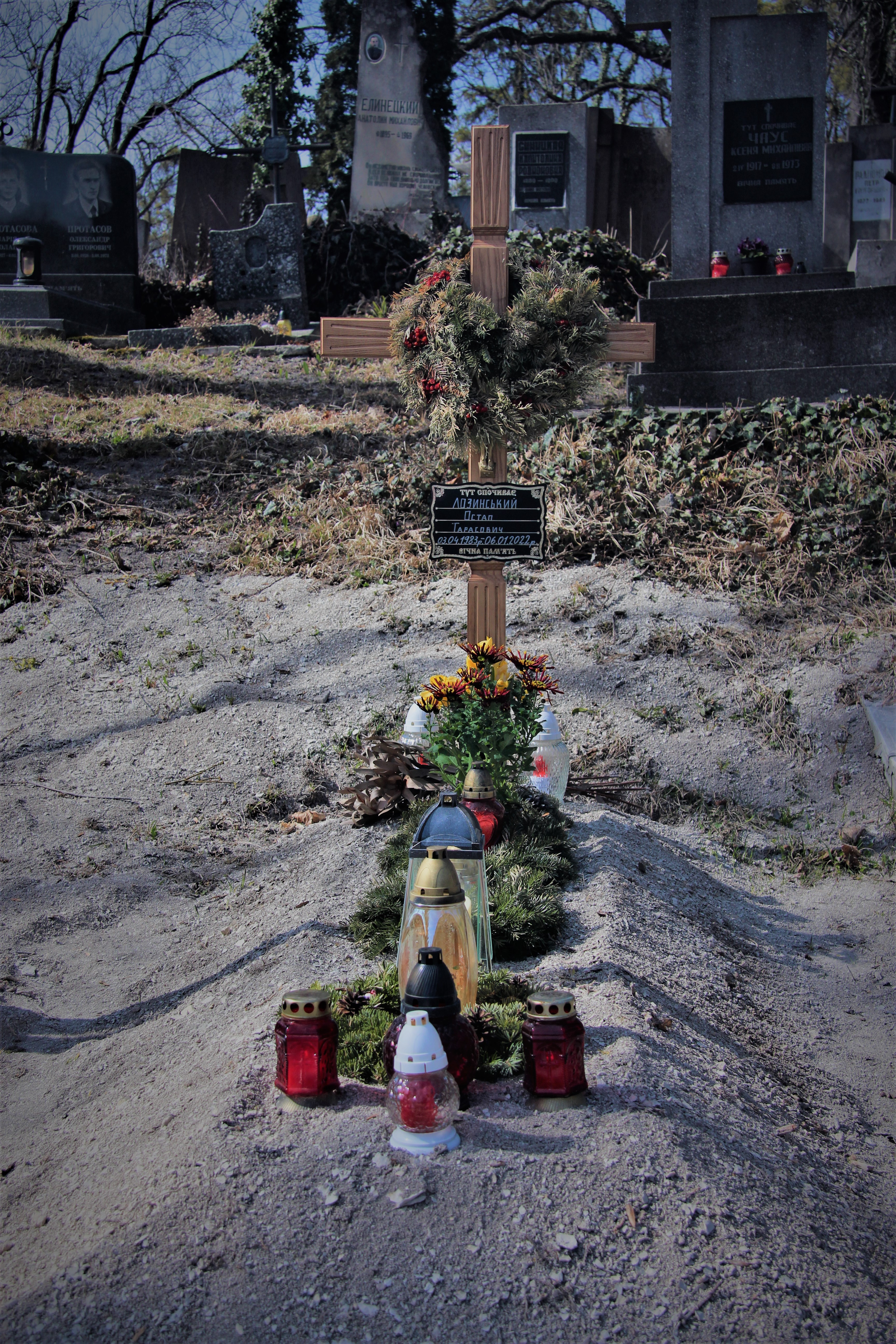
Могила Остапа Лозинського на 75 полі Личаківського цвинтаря відразу після похорону

Остап Тарасович Лозинський (3 квітня 1983, Львів — 6 січня 2022, там само) — український художник та іконописець. Син художника, іконописця та колекціонера Тараса Лозинського. 

## Біографія
Народився 3 квітня 1983 року у Львові. 
Освіта:
- Аспірант Інституту народознавства НАН України. Тема дослідження: «Творчість майстра ікон празникового ряду із Сколе в контексті локальних іконописних осередків Галичини кінця XVI — початку XVII століть» (2007—2012)
- Стипендіат міністра культури та культурної спадщини Польщі «Gaude Polonia». Тема проєкту: «Проблематика цілісного ведення музейного проекту: від ідеї до практичної реалізації» (Національний музей у Кракові, 2009)
- Магістр образотворчого мистецтва, декоративного мистецтва, реставрації творів мистецтва. Львівська Національна академія мистецтв, кафедра монументального малярства (2004—2006)
- Учасник академічної програми на кафедрі історії та теорії мистецтв. Львівська Національна академія мистецтв (2001—2005)
- Бакалавр образотворчого мистецтва, декоративного мистецтва, реставрації творів мистецтва. Львівський державний коледж декоративно-ужиткового мистецтва ім. І. Труша (1998—2004)
- Випускник восьмого класу Львівської середньої школи № 42

Професійний досвід:
- Викладач теоретично-практичного курсу «Основи композиції» в іконописній школі Радруж Українського Католицького Університету (з 2017)
- Куратор «Львівської Вулички» під час Львівського місяця у Вроцлаві в межах події «Вроцлав — Європейська столиця культури» (2016)
- Завідувач сектору виставково-експозиційної роботи Національного музею у Львові імені Андрея Шептицького, куратор виставкових та видавничих проєктів (травень 2006 — квітень 2016)
- Лектор у межах програми реалізації 20-річчя двосторонньої партнерської угоди між м. Львів та м. Краків, Презентація міста Львова в Кракові (2015)
- Співавтор практичної інклюзивної освітньої програми та дизайнер видань у співпраці із НМЛ ім. А. Шептицького, Міжнародним благодійним фондом «Карітас» і благодійною організацією «Мальтійська служба допомоги» (з 2012)
- Куратор виставкових проєктів (у тому числі всеукраїнських та міжнародних) галереї сучасного сакрального мистецтва Iconart (3 2011)

Художник, куратор та співкуратор виставкових та видавничих проектів, ініціатор навчальних програм, майстер-класів і мультимедійних продуктів, співавтор постійних експозицій у НМЛ ім. А. Шептицького.
Помер у Львові 6 січня 2022 року, не доживши трьох місяців до свого 39-го дня народження. Причиною смерті став коронавірус. Був похований 8 січня на 75 полі Личаківського цвинтаря.

## Творча діяльність

### Виставкові проєкти в НМЛ (підбір творів, архітектура експозиції, дизайн, айдентика)
- «Гуцульське Різдво» (2016)
- «Творці українського пейзажу з колекції Харківського художнього музею»; «Зеновій Флінта: живопис, графіка, кераміка»; «Коли святі усміхаються…» — виставка народних ікон другої половини XIX — початку XX ст. з Буковини, Гуцульщини та Покуття з музейних та приватних збірок (2015)
- «Західноєвропейський рисунок XVI—XVIII ст. зі збірок НМЛ ім. Андрея Шептицького»; «Виставка присвячена 200-річчю від дня народження Т. Шевченка»; «Народне мистецтво Яворівщини НМЛ»; «Збережене і втрачене: Колекція Музею Наукового Товариства ім. Шевченка у збірці Національного музею» (2014)
- «Сергій Васильківський. Українська доля Дикого Поля» (зі збірки Харківського художнього музею); «Покров пресвятої Богородиці: твори XV—XIX ст. зі збірки Національного музею у Львові ім. Андрея Шептицького»; «За записом часу: реставрація творів у Національному музеї у Львові ім. А. Шептицького» (2013)
- «Від Тайної Вечері до Воскресіння»; «Образ жінки у творчості Олекси Новаківського»; Виставка-акція «Порятуймо пам'ятки мистецтва»; «Іванна Нижник-Винників. Живопис. Гобелени. Кераміка.» (до 100-річчя від дня народження художниці) (2010)
- «Іван Руткович. Жовківський іконостас. До 310-ї річниці від часу створення»; Мистецький проєкт «Споглядаючи ікону» в рамках проекту «По Рождеству» в співпраці з Майстернею пісні (2009)
- Виставка присвячена 100-річчю з дня народження Олекси Сміх-Шатківського; Виставка присвячена  200-річчю Галицької митрополії; Виставка присвячена 140-річчю з дня народження І. Труша
- Побудова експозиції художньо-меморіального музею Леопольда Левицького
- Другий всеукраїнський музейний фестиваль «Музей у сучасному поліетнічному світі». Гран-прі фестивалю (2008)
- «Українські хоругви кінця XVI — початку XX століття»; «Малярство та графіка Олени Кульчицької»
- Побудова експозиції художньо-меморіального музею Олени Кульчицької (2007)
- Виставка присвячена 100-річчю з дня народження Леопольда Левицького; «Святий Миколай з житієм. Ікони XVI—XVIII ст. з фондів НМЛ ім. А. Шептицького» (2006)

### Видавничі проєкти в НМЛ (дизайн, фото)
- Спас — Виноградна Лоза: ікони зі зб. Нац. музею у Львові ім. Андрея Шептицького / Роксолана Косів. — Львів: Свічадо, 2016. — 87 с.
- Гелитович М. Українські ікони XIII — початку XVI століть зі збірки Національного музею у Львові імені Андрея Шептицького: альбом-каталог. — Львів: Національний музей у Львові імені Андрея Шептицького; Київ: Майстер Книг, 2014. — 348 ст.
- Олена Кульчицька, (1877—1967): графіка, малярство, ужиткове мистецтво: альбом-каталог / Національний музей у Львові ім. А. Шептицького; авторська стаття, упорядник: Л. Кость ; упорядник спогадів: Л. Кость, Т. Різун. — Майстер Книг, 2013. — 389 с.
- Каталоги виставок, путівники НМЛ, друкована рекламна продукція

На посаді голови ЛМГО «Асоціація музеїв та галерей» був куратором, співкуратором, менеджером ряду виставкових та видавничих проєктів, лектор з питань сучасного музейництва, автор рекламних та промоційних матеріалів:

### Виставкові проєкти
- Авторський мистецький проєкт «Пуцлі», галерея Дзиґа, Львів (2017—2018)
- Виставковий проєкт «Вигнанці», Львівський музей етнографії та художнього промислу (2017)
- Виставка графіки Богдана Сороки, Одеський музей західного і східного мистецтва (2016)
- Мистецький проєкт «Перехід» в рамках Форуму «ПогранКульт. Галіція Культ», Галерея ім. Г. Семирадського, м. Харків (2016)
- Виставковий Проєкт «Своє\Чуже: про що мовчать музейні пам'ятки», Львівський музей етнографії та художнього промислу (2014)

### У межах проєкту «Великі Майстри» (2018)
- Крим Романа Сельського. Галерея ICONART, Львів
- Інші. Євген ЛИСИК, галерея Дзиґа, Львів
- Графіка Олекси Новаківського. Галерея ICONART, Львів
- Повернення шедеврів. Олекса Новаківський. Галерея ICONART, Львів
- Про природу речей. Львівський натюрморт 1960-80-х рр. галерея  Дзиґа, Львів
- Євген Лисик. ΜΙΝΏΤΑΥΡΟ. Галерея ICONART, Львів

### Незалежні видавничі проєкти (упорядник, дизайн видання, фото)
- Праця над альбомом, присвяченим творчості Євгена Лисика (2019—2020)
- NOWA IKONA: Альбом [упоряд. М. Сора, К. Якубовська-Кравчик; О. Лозинський]. — Stowarzyszenie Przyjaciół Nowicy, 2018. — 152 с.
- Aquarelle. Наталка Доробан: [альб.: кат. вист. у Худож.-мемор. музеї Олени Кульчицької] / [упоряд. М. Яремчук ; ідея вид. Р. Петрук, Т. Лозинський]. — Майстер книг, 2017. — 143 с.
- Лозинський О. Олекса Новаківський. Мистецький альбом / Остап Лозинський. — Майстер Книг, 2012. — 84 с.
- Олекса Новаківський: альбом / Ін-т колекціонерства укр. мистец. пам'яток при НТШ, Нац. музей у Львові ім. А. Шептицького, Благодійний фонд «Олекса Новаківський та його мистецька школа». — Львів, 2009. — 183 с.

### Участь у виставках та мистецьких проєктах
- Постійний учасник та співорганізатор міжнародного іконописного пленеру у с. Новиця, Польща (2012—2021)
- Учасник та співорганізатор Арт-проєкту «Від Романа до Йордана» (2010—2021)
- Співорганізатор мистецького проєкту «Споглядаючи ікону» в межах проєкту «По Рождеству» в співпраці з Майстернею пісні. Львівська філармонія
- Церква святого Климентія, м. Львів; Національна музична академія України ім. П. Чайковського, м. Київ (2009)

## Персональні виставки
- «Дорога», галерея ICONART, м. Львів (2014)
- «На образ і подобу», галерея ICONART, м. Львів (2012)
- «Перехід», галерея ICONART, м. Львів (2012)
- Персональна виставка малярства, галерея «Руська 10», м. Львів (2010)
- «Етюд», галерея Дзиґа, Львів (2005)

### Учасник виставок
- Малярський проєкт «Тривога. Шкіц до Пейзажу», Україна, Польща (2017)
- Мистецький проєкт «Наш Шевченко» Львівський Палац мистецтв (2015)
- Виставковий проєкт «10х10 — 100 вікон Львова», галерея Зелена канапа, м. Львів (2012)
- «Мистецька мапа України. Львів», Центр сучасного мистецтва, Київ; «Молитва Художника», галерея Арт 11, Львів (2009); «Львівська енкаустика», НМЛ ім. А. Шептицького (2007); «Осінній Салон» Палац мистецтв, Львів (2002—2007) та ін.